# Lago craterico

Irazú, Costa Rica.

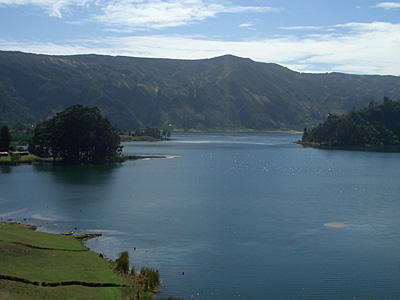
Wenchi, Etiopia.

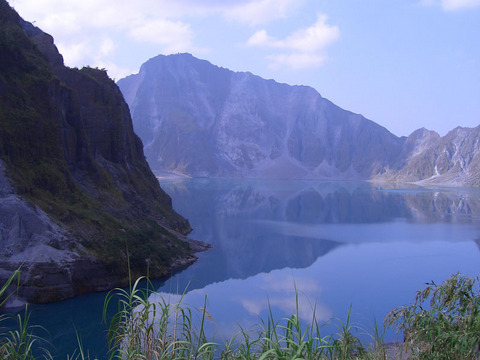
Il lago creatosi nel 1991 dopo l'eruzione del Pinatubo, Filippine.

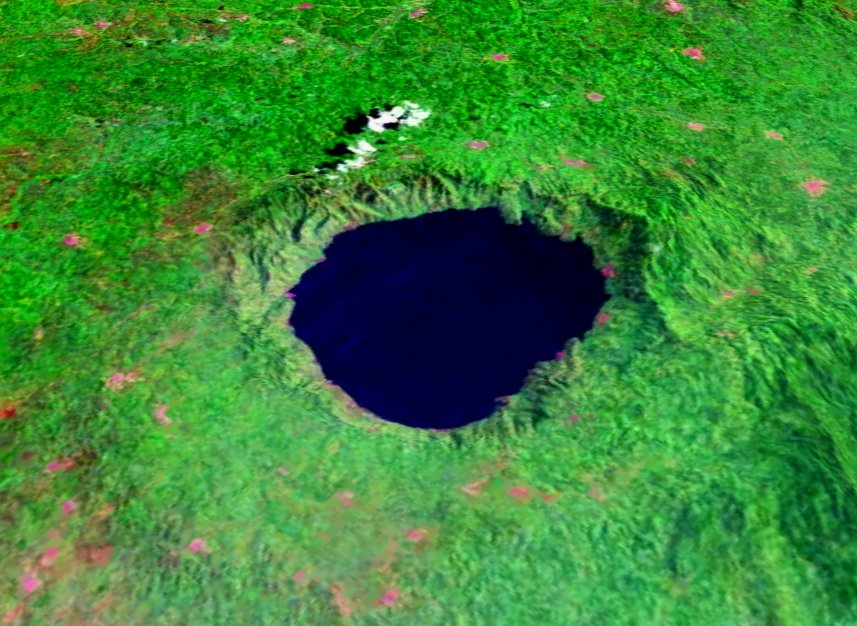
Il lago Bosumtwi, in Ghana, occupa il cratere da impatto di un meteorite.

Un lago craterico è un lago che si forma quando un cratere vulcanico, una caldera, un maar o un cratere di impatto (provocato da un meteorite) si riempiono di acqua.

## Descrizione
Poiché i crateri sono di solito circolari e circondati da un bordo relativamente alto, un lago craterico può avere solo immissari di poco conto e spesso non ha emissari. In genere un cratere si riempie di acqua piovana (o, soprattutto nelle paludi, di acqua sotterranea) fino a raggiungere il giusto equilibrio tra infiltrazione ed evaporazione. A causa dell'erosione nelle pendici del cratere, con il passare del tempo l'acqua del lago può defluire via o si può anche formare un emissario, come è avvenuto nel caso del lago Taupo in Nuova Zelanda, che viene drenato dal fiume Waikato.
A causa della loro genesi e del loro ruolo isolato all'interno del ciclo dell'acqua, i laghi craterici ospitano forme di vita, sia animale che vegetale, peculiari. Talvolta le loro acque contengono componenti chimici che rendono impossibile la sopravvivenza a qualsiasi forma di vita, e in altri casi esse possono essere anche molto calde. Esempi di questi laghi acidi, spesso dalle acque colorate, sono il Rincon de la Vieja e l'Irazú (entrambi in Costa Rica). In altri laghi anche il contenuto di anidride carbonica può essere estremamente elevato (si veda il caso della catastrofe del Nyos).

## Esempi di laghi craterici
- Africa
  - Lago Wenchi (caldera, Etiopia)[1]
  - Lago Bosumtwi (cratere da impatto, Ghana)
  - Lago Nyos (Camerun)
  - Lago Barombi Mbo (Camerun)
  - Lago Barombi Koto (Camerun)
  - Lago Bermin (Camerun)
  - Lago Dissoni (Camerun)
- America
  - Lago Katmai (caldera, Alaska, USA)
  - Lago Crater (caldera, Oregon, USA)
  - Lago Saint-Jean (cratere da impatto, Québec, Canada)
  - Lago Cuicocha (caldera, Ecuador)
  - Lago Ilopango (El Salvador)
  - Lago Irazú (cratere vulcanico, Costa Rica)
  - Lago de Cote (cratere vulcanico, Costa Rica)
  - Lago Rincon de la Vieja (cratere vulcanico, Costa Rica)
  - Lago Licancabur (cratere vulcanico, Bolivia/Cile)
  - Lago Atitlán (Guatemala)
  - Lago Apoyo (Nicaragua)
  - Lago Xiloá (Nicaragua)
  - Lago La Joya (cratere vulcanico, Messico)
- Asia
  - Lago Elgygytgyn (cratere da impatto, Siberia nord-orientale)
  - Lago del Nemrut (caldera, Turchia)
  - Lago Kurile (caldera, Kamchatka, Russia)
  - Lago del Paradiso (sommità della caldera del Paektusan, Corea del Nord/Cina)
  - Lago Pinatubo (Filippine)
  - Lago Kelut (Indonesia)
  - Lago Sabalan (Iran)
  - Lago Toba (caldera, Indonesia)
  - Lago Towada (caldera, Giappone)
  - Lago Tazawa (caldera, Giappone)
- Australia e Oceania
  - Lago Taupo (caldera, Nuova Zelanda)
- Europa
  - Laacher See (caldera, spesso indicata come maar, Renania-Palatinato, Germania)
  - Lago Windsborn (cratere vulcanico, Renania-Palatinato, Germania)
  - Lago di Bolsena (caldera, Italia)
  - Lago Kerið (Islanda)
  - Laghi di Monticchio, (caldera, Italia)
  - Lago Öskjuvatn (Islanda)
  - Lago Siljan (cratere da impatto, Svezia)
  - Siljan (caldera, Ungheria)
  - Külső-tó (caldera, Ungheria)